# Élections législatives françaises de 1956 au Dahomey
Les élections législatives françaises de 1956 au Dahomey se déroulent le 2 janvier afin d’élire les représentants de cette colonie à l'Assemblée nationale française.
Il s’agit également des dernières élections législatives françaises auxquelles participe le Dahomey, qui acquiert son indépendance en 1960.
Sourou Migan Apithy du Parti républicain dahoméen et Hubert Maga du Mouvement démocratique dahoméen sont élus députés pour 5 ans,.

## Système électoral
Selon les textes de loi français, « les représentants à l'Assemblée nationale [française] des différents territoires relevant du ministère des Outre-mer sont élus au collège unique et au suffrage universel direct et égal pour tous, à raison d'un député par 700 000 habitants et fraction de 700 000 égale ou supérieure à 350 000 ». Deux sièges de députés du Dahomey à l'Assemblée nationale sont ainsi à pourvoir,.
Les élections ont lieu au scrutin de liste à un tour avec représentation proportionnelle, sans panachage, ni vote préférentiel et sans liste incomplète.

## Résultats
|                           | Parti républicain dahoméen       | 64 344  | 35,92 | 1 | Nv            |  |  |  |
|                           | Mouvement démocratique dahoméen  | 60 601  | 33,83 | 1 | Nv            |  |  |  |
|                           | Union démocratique dahoméenne    | 40 624  | 22,68 | 0 | Nv            |  |  |  |
|                           | Indépendants                     | 10 580  | 5,91  | 0 | en stagnation |  |  |  |
|                           | Défense des intérêts économiques | 2 970   | 1,66  | 0 | Nv            |  |  |  |
|                           |                                  |         |       |   |               |  |  |  |
| Suffrages exprimés        | Suffrages exprimés               | 179 119 | 98,30 |   |               |  |  |  |
| Votes blancs et invalides | Votes blancs et invalides        | 3 099   | 1,70  |   |               |  |  |  |
| Total                     | Total                            | 182 218 | 100   | 2 | en stagnation |  |  |  |
| Abstentions               | Abstentions                      | 202 425 | 52,63 |   |               |  |  |  |
| Inscrits / participation  | Inscrits / participation         | 384 643 | 47,37 |   |               |  |  |  |

## Fin d'une ère
L'année 1958 est une période de bouleversements pour la France et ses territoires d'outre-mer ; elle sonne le glas de la Quatrième République avec l'adoption d'une nouvelle Constitution lors du référendum du 28 septembre et la naissance de la Cinquième République. Cette nouvelle République marque la fin d'un empire colonial vieux de 130 ans et amorce l'évolution des relations entre la France et ses colonies, notamment par la création de la Communauté française.
Les territoires d'outre-mer qui ont voté « oui » à la nouvelle Constitution deviennent des États membres de la Communauté française, leur permettant de gagner en autonomie et d'engager par la suite le processus vers l'indépendance. Par là même, ils perdent le droit de voter à des élections françaises et celui de leurs représentants de participer à la vie politique française.
Ainsi, en application de l'article 4 de l'ordonnance n°58-971 du 17 octobre 1958, les deux députés dahoméens siègent à titre provisoire à la nouvelle Assemblée nationale jusqu’au 15 juillet 1959.